# Светлаков, Сергей Николаевич
Сергей Николаевич Светлаков (род. 1961, Казань, СССР) — русский художник, живописец, портретист.

## Биография
В 1981 году закончил Казанское художественное училище, в 1986 году с отличием ЛГИТМиК (Ленинградский государственный институт театра, музыки и кинематографии). Много и плодотворно работал в театре. Значительная работа в качестве художника, премьера оперы «Пена дней» Эдисона Денисова, по роману Бориса Виана. Академический театр оперы и балета. Пермь 1989 год. Премьера состоялась в Большом театре в Москве. В 1991 году на канале РТР (сейчас называется Россия-1) снял фильм о творчестве художника, как часть цикла передач «Достояние республики». Занял второе место в конкурсе портрета BP Award 2020.
В настоящее время художник живёт в Санкт-Петербурге. Произведения художника регулярно участвуют в торгах London auction of the Russian Art MacDougall’s.